# Sekulární stát

Státy se státním náboženstvím
Státy bez státního náboženství
Nejasné nebo bez údajů

Sekulární stát je stát, který je založen na sekularismu, tedy není vázán na žádnou náboženskou ideologii a současně zaručuje svým občanům svobodu vyznání. V sekulárním státě je (jakákoli) církev od státu odloučena.
Prvními sekulárními zeměmi se staly státy tradičně křesťanské, ve století dvacátém však vyhlásily sekularismus i některé státy s islámem jako dominantním náboženstvím (například Turecko, Írán v době před islámskou revolucí) či jiným náboženstvím (např. Indie).
V České republice je sekulární stát určen článkem 2, odst. 1 Listiny základních práv a svobod: Stát je založen na demokratických hodnotách a nesmí se vázat ani na výlučnou ideologii, ani na náboženské vyznání. Z opačné strany také čl. 16 odst. 2: Církve a náboženské společnosti spravují své záležitosti, zejména ustavují své orgány, ustanovují své duchovní a zřizují řeholní a jiné církevní instituce nezávisle na státních orgánech.